# Лейца
Лейца, Лейса (баск. Leitza (офіційна назва), ісп. Leiza) — муніципалітет в Іспанії, у складі автономної спільноти Наварра. Населення — 2920 осіб (2009).
Муніципалітет розташований на відстані близько 330 км на північний схід від Мадрида, 36 км на північний захід від Памплони.
На території муніципалітету розташовані такі населені пункти: (дані про населення за 2009 рік)
- Аркіскіль: 107 осіб
- Ерасоте: 49 осіб
- Еррека: 47 осіб
- Горрістаран: 152 особи
- Лейца: 2513 осіб
- Сакулу: 52 особи

## Демографія
Динаміка населення (INE ):

## Галерея зображень

Розташування муніципалітету